# Simone Luigi di Lippe-Detmold
Simone Luigi di Lippe-Detmold (Castello di Brake, 14 marzo 1610 – Detmold, 8 agosto 1636) è stato conte di Lippe-Detmold.

## Biografia
Era il maggiore tra i figli sopravvissuti del Conte Simone VII di Lippe-Detmold e di sua moglie, Anna Caterina di Nassau-Wiesbaden.
Alla morte del padre nel 1627, Simone Filippo non aveva ancora raggiunto l'età necessaria per succedere al trono paterno e venne posto sotto la tutela del conte Cristiano di Waldeck (1585-1637), suo prozio. I suoi zii, il Conte Ottone di Lippe-Brake e Giovanni Luigi di Nassau-Hadamar, di religione cattolica, tentarono di garantirsi senza successo la tutela del nipote, con l'intento di restaurare il cattolicesimo a Lippe.
Nel 1627 iniziò il proprio Gran Tour in Europa, toccando città di rilievo per l'epoca come Praga, Parigi, Londra e Amsterdam. Dopo il suo ritorno in madrepatria nel 1631 la sua prematura dichiarazione di idoneità al trono venne chiesta dallo stesso Imperatore Ferdinando II.
Sotto l'influenza del Cancelliere Christoph Deichmann, Simone Luigi mantenne una cauta politica di neutralità e si ravvicinò gradualmente alla Svezia, cadendo però in disgrazia presso l'imperatore.
Morì di vaiolo a Detmold l'8 agosto 1636.

## Matrimonio e figli
Il 19 giugno 1631 Simone Luigi sposò la contessa Caterina di Waldeck (1612-1649), figlia del Conte Cristiano di Waldeck e sorella minore della sua matrigna, Maria Maddalena (1606-1671). Da questo matrimonio nacquero i seguenti eredi:
- Simone Filippo (1632-1650), non contrasse mai matrimonio
- Ermanno Ottone (1633-1646)
- Luigi Cristiano (1636-1646)

## Ascendenza
|                                                  |                                           |                                           | Genitori                                      |  |  | Nonni |  |  | Bisnonni                      |  |  | Trisnonni                |  |
|                                                  |                                           |                                           |                                               |  |  |       |  |  | Bernardo VIII, conte di Lippe |  |  | Simone V, conte di Lippe |  |
|                                                  |                                           |                                           |                                               |  |  |       |  |  | Bernardo VIII, conte di Lippe |  |  | Simone V, conte di Lippe |  |
|                                                  |                                           | Maddalena di Mansfield-Mittelort          |                                               |  |  |       |  |  | Bernardo VIII, conte di Lippe |  |  |                          |  |
| Simone VI, conte di Lippe                        |                                           |                                           |                                               |  |  |       |  |  | Bernardo VIII, conte di Lippe |  |  |                          |  |
|                                                  |                                           | Caterina di Waldeck-Eisenberg             | Filippo III, conte di Waldeck-Eisenberg       |  |  |       |  |  |                               |  |  |                          |  |
|                                                  |                                           | Caterina di Waldeck-Eisenberg             | Filippo III, conte di Waldeck-Eisenberg       |  |  |       |  |  |                               |  |  |                          |  |
|                                                  |                                           | Caterina di Waldeck-Eisenberg             | Anna di Kleve                                 |  |  |       |  |  |                               |  |  |                          |  |
| Simone VII, conte di Lippe-Detmold               |                                           | Caterina di Waldeck-Eisenberg             |                                               |  |  |       |  |  |                               |  |  |                          |  |
|                                                  |                                           | Otto IV, conte di Holstein-Schaumburg     | Jobst I, conte di Holstein-Schauenburg        |  |  |       |  |  |                               |  |  |                          |  |
|                                                  |                                           | Otto IV, conte di Holstein-Schaumburg     | Jobst I, conte di Holstein-Schauenburg        |  |  |       |  |  |                               |  |  |                          |  |
|                                                  |                                           | Otto IV, conte di Holstein-Schaumburg     | Maria di Nassau-Siegen                        |  |  |       |  |  |                               |  |  |                          |  |
| Elisabetta di Holstein-Schaumburg                |                                           | Otto IV, conte di Holstein-Schaumburg     |                                               |  |  |       |  |  |                               |  |  |                          |  |
|                                                  |                                           | Elisabetta Ursula di Brunswick-Lüneburg   | Ernesto I, duca di Brunswick-Lüneburg         |  |  |       |  |  |                               |  |  |                          |  |
|                                                  |                                           | Elisabetta Ursula di Brunswick-Lüneburg   | Ernesto I, duca di Brunswick-Lüneburg         |  |  |       |  |  |                               |  |  |                          |  |
|                                                  |                                           | Elisabetta Ursula di Brunswick-Lüneburg   | Sofia di Meclemburgo-Schwerin                 |  |  |       |  |  |                               |  |  |                          |  |
| Simone Luigi, conte di Lippe-Detmold             |                                           | Elisabetta Ursula di Brunswick-Lüneburg   |                                               |  |  |       |  |  |                               |  |  |                          |  |
|                                                  | Balthasar, conte Nassau-Wiesbaden-Idstein | Filippo I, conte Nassau-Wiesbaden-Idstein |                                               |  |  |       |  |  |                               |  |  |                          |  |
|                                                  | Balthasar, conte Nassau-Wiesbaden-Idstein | Filippo I, conte Nassau-Wiesbaden-Idstein |                                               |  |  |       |  |  |                               |  |  |                          |  |
|                                                  | Balthasar, conte Nassau-Wiesbaden-Idstein | Adriana di Glymes                         |                                               |  |  |       |  |  |                               |  |  |                          |  |
| Giovanni Luigi I, conte Nassau-Wiesbaden-Idstein | Balthasar, conte Nassau-Wiesbaden-Idstein |                                           |                                               |  |  |       |  |  |                               |  |  |                          |  |
|                                                  |                                           | Margherita di Isenburg-Büdingen-Birstein  | Rainardo, conte di Isenburg-Büdingen-Birstein |  |  |       |  |  |                               |  |  |                          |  |
|                                                  |                                           | Margherita di Isenburg-Büdingen-Birstein  | Rainardo, conte di Isenburg-Büdingen-Birstein |  |  |       |  |  |                               |  |  |                          |  |
|                                                  |                                           | Margherita di Isenburg-Büdingen-Birstein  | Elisabetta di Waldeck-Wildungen               |  |  |       |  |  |                               |  |  |                          |  |
| Anna Caterina di Nassau-Wiesbaden-Idstein        |                                           | Margherita di Isenburg-Büdingen-Birstein  |                                               |  |  |       |  |  |                               |  |  |                          |  |
|                                                  |                                           | Giovanni VI, conte di Nassau-Dillenburg   | Guglielmo I, conte di Nassau-Dillenburg       |  |  |       |  |  |                               |  |  |                          |  |
|                                                  |                                           | Giovanni VI, conte di Nassau-Dillenburg   | Guglielmo I, conte di Nassau-Dillenburg       |  |  |       |  |  |                               |  |  |                          |  |
|                                                  |                                           | Giovanni VI, conte di Nassau-Dillenburg   | Giuliana di Stolberg-Wernigerode              |  |  |       |  |  |                               |  |  |                          |  |
| Maria di Nassau-Dillenburg                       |                                           | Giovanni VI, conte di Nassau-Dillenburg   |                                               |  |  |       |  |  |                               |  |  |                          |  |
|                                                  |                                           | Elisabetta di Leuchtenberg                | Giorgio III, langravio di Leuchtenberg        |  |  |       |  |  |                               |  |  |                          |  |
|                                                  |                                           | Elisabetta di Leuchtenberg                | Giorgio III, langravio di Leuchtenberg        |  |  |       |  |  |                               |  |  |                          |  |
|                                                  |                                           | Elisabetta di Leuchtenberg                | Barbara di Brandenburgo-Ansbach-Kulmbach      |  |  |       |  |  |                               |  |  |                          |  |
|                                                  |                                           | Elisabetta di Leuchtenberg                |                                               |  |  |       |  |  |                               |  |  |                          |  |